# Wildschutzgebiet Khao Soi Dao
Das Wildschutzgebiet Khao Soi Dao  (Thai:  เขตรักษาพันธุ์สัตว์ป่าเขาสอยดาว) (engl. Khao Soi Dao Wildlife Sanctuary) ist ein Wildschutzgebiet im Landkreis (Amphoe) Soi Dao in der Provinz Chanthaburi im östlichen Teil von Zentralthailand.

## Geografie
Es liegt 70 km nördlich von der Provinzhauptstadt Chanthaburi und umfasst 745 km². Seinen Namen hat er von den beiden Soi Dao-Bergen (wörtl.: Berg, der die Sterne berührt), dem 1670 Meter hohen Khao Soi Dao Tai (Südlicher Soi Dao-Berg) und dem 1566 Meter hohen Khao Soi Dao Nuea (Nördlicher Soi Dao Berg), welche in dem Gebiet liegen.

## Flora und Fauna
Mehr als 85 % der Parkanlage besteht aus immergrünem Regenwald. 
Der etwa 10 cm große Rana fasciculispina (Thai: กบอกหนาม, engl. Bezeichnung: Spiny-breasted Giant Frog) ist eine der seltenen Tierarten, die hier anzutreffen sind.

## Sehenswürdigkeiten und Aktivitäten
Die bekannteste Attraktion ist der Khao Soi Dao Wasserfall (น้ำตกเขาสอยดาว), der in 16 Stufen den Khao Soi Dao Nuea hinunterstürzt, die höchste Stufe befindet sich dabei in der Nähe des Gipfels und ist für ungeübte Kletterer schwer zu erreichen, die 16. Stufe liegt am Fuße des Berges. 
- Gartenanlagen am Parkeingang
- Wanderungen am Bergrücken
- Wasserfälle, z. B. der Nam Tok Khao Soi Dao (Khao Soi Dao Wasserfall)
- Schmetterlinge

## Übernachtungsmöglichkeiten
Im Park gibt es in der Nähe des Visitor Centers Bungalows als Übernachtungsmöglichkeit.